# Alex Wilson (kanadyjski lekkoatleta)
Alex Wilson, właśc. Alexander Sheldon Wilson (ur. 1 grudnia 1907 w Montrealu, zm. 9 grudnia 1994 w Mission w stanie Teksas) – kanadyjski lekkoatleta, sprinter i średniodystansowiec, czterokrotny medalista olimpijski.
Na igrzyskach olimpijskich w 1928 w Amsterdamie Wilson zdobył brązowy medal w sztafecie 4 × 400 metrów (która biegła w składzie: Wilson, Phil Edwards, Stanley Glover i James Ball). Startował również w biegu na 400 metrów i w biegu na 800 metrów, ale w obu konkurencjach odpadł w półfinale.
Na igrzyskach Imperium Brytyjskiego w 1930 w Hamilton zwyciężył w biegu na 440 jardów, zdobył srebrny medal w sztafecie 4 × 440 jardów i brązowy w biegu na 880 jardów. Udane były dla Wilsona igrzyska olimpijskie w 1932 w Los Angeles. Zdobył srebrny medal w biegu na 800 m (przegrał tylko z Thomasem Hampsonem z Wielkiej Brytanii), brązowy w biegu na 400 m i również brązowy w sztafecie 4 × 400 m (w składzie: Ray Lewis, Ball, Edwards i Wilson).
Były rekordzista Kanady w sztafecie 4 × 400 metrów oraz w biegach na 400 (47,4 s) oraz 800 metrów (1:49,9).
Studiował na Uniwersytecie Notre Dame, a później był trenerem lekkoatletycznym na tym uniwersytecie.